# Habralictus bimaculatus
Habralictus bimaculatus is een vliesvleugelig insect uit de familie Halictidae. De wetenschappelijke naam van de soort is voor het eerst geldig gepubliceerd in 1979 door Michener.